# Khalifa (album)
Albums de Wiz Khalifa
Blacc Hollywood
(2014)
Singles
1. Bake Sale (feat. Travis Scott)
Sortie : 21 janvier 2016

Khalifa est le 6e album studio du rappeur américain Wiz Khalifa, sorti le 5 février 2016.

## Liste des titres
| 1.    | BTS                                   | C. Thomaz                  | Sledgren                                       | 4:03 |
| 2.    | Celebrate (featuring Rico Love)       | C. Thomaz, R. Butler, Jr.  | Finatik N Zac, Jim Jonsin                      | 3:09 |
| 3.    | Elevated                              | C. Thomaz                  | I.D. Labs, Sayez                               | 4:10 |
| 4.    | City View (featuring Courtney Noelle) | C. Thomaz, C. Noelle       | SAP                                            | 3:13 |
| 5.    | Cowboy                                | C. Thomaz                  | Finatik N Zac, Jim Jonsin                      | 2:54 |
| 6.    | Bake Sale (featuring Travis Scott)    | C. Thomaz, J. Webster      | TM88, Juicy J, Lex Luger, DJ Spinz, Crazy Mike | 3:58 |
| 7.    | Call Waiting                          | C. Thomaz                  | Ritz Reynolds                                  | 4:00 |
| 8.    | Make a Play (featuring J.R. Donato)   | C. Thomaz, D. Gordon       | I.D. Labs, Shod Beatz, Mumbles                 | 3:46 |
| 9.    | Most of Us                            | C. Thomaz                  | I.D. Labs                                      | 4:12 |
| 10.   | Zoney (featuring Sebastian)           | C. Thomaz                  | Knucklehead                                    | 3:32 |
| 11.   | Lit (featuring Ty Dolla $ign)         | C. Thomaz, T. Griffin, Jr. | Jay Card, Dru Tang, I.D. Labs, Ricky P         | 6:21 |
| 12.   | No Permission (featuring Chevy Woods) | C. Thomaz, K. Woods        | I.D. Labs, Shod Beatz                          | 3:56 |
| 13.   | iSay (featuring Juicy J)              | C. Thomaz, J. Houston      | I.D. Labs                                      | 4:14 |
| 51:28 |                                       |                            |                                                |      |